# Ewerdt Friis

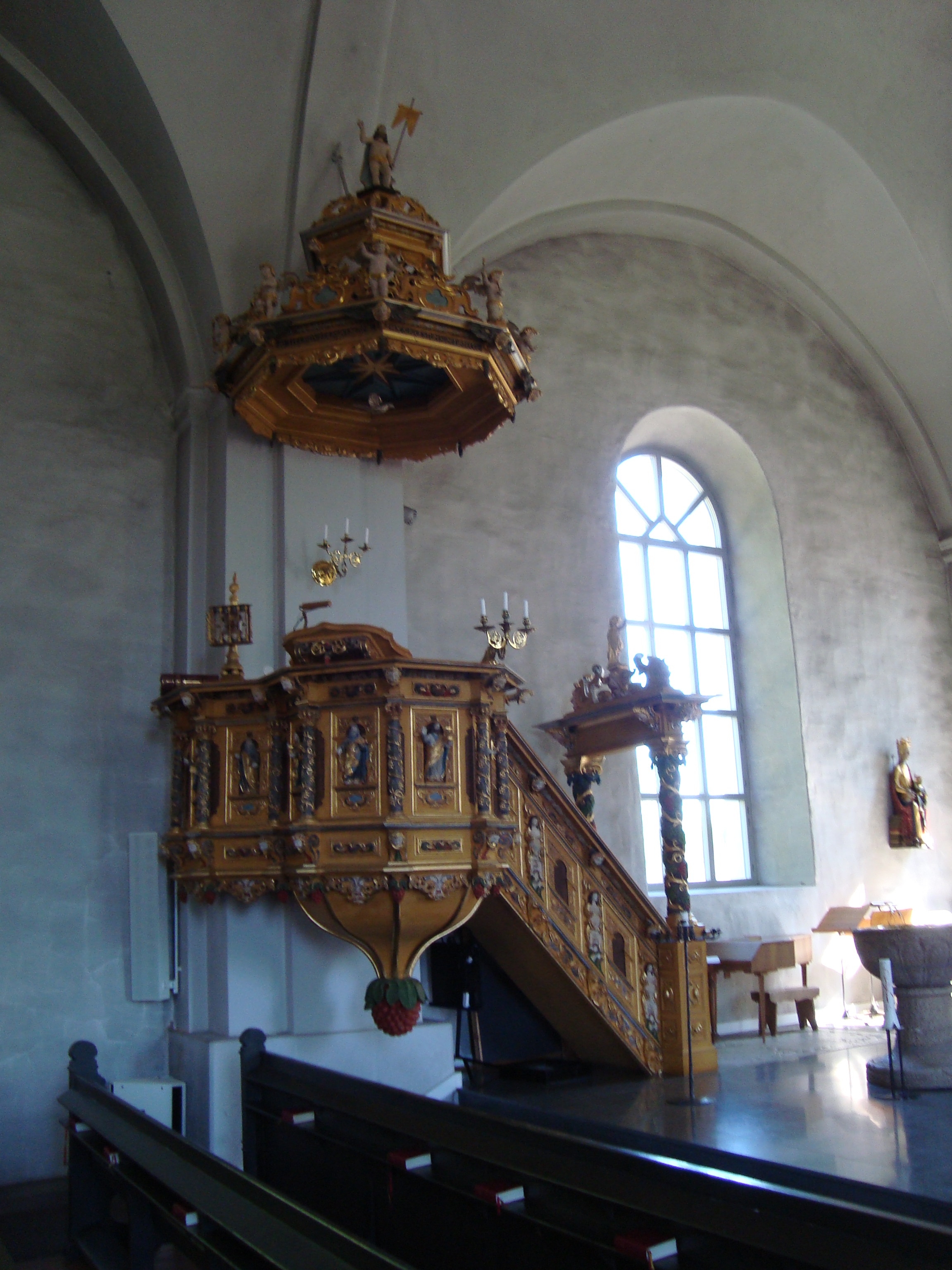
Predikstolen Ovansjö kyrka, Kungsgården

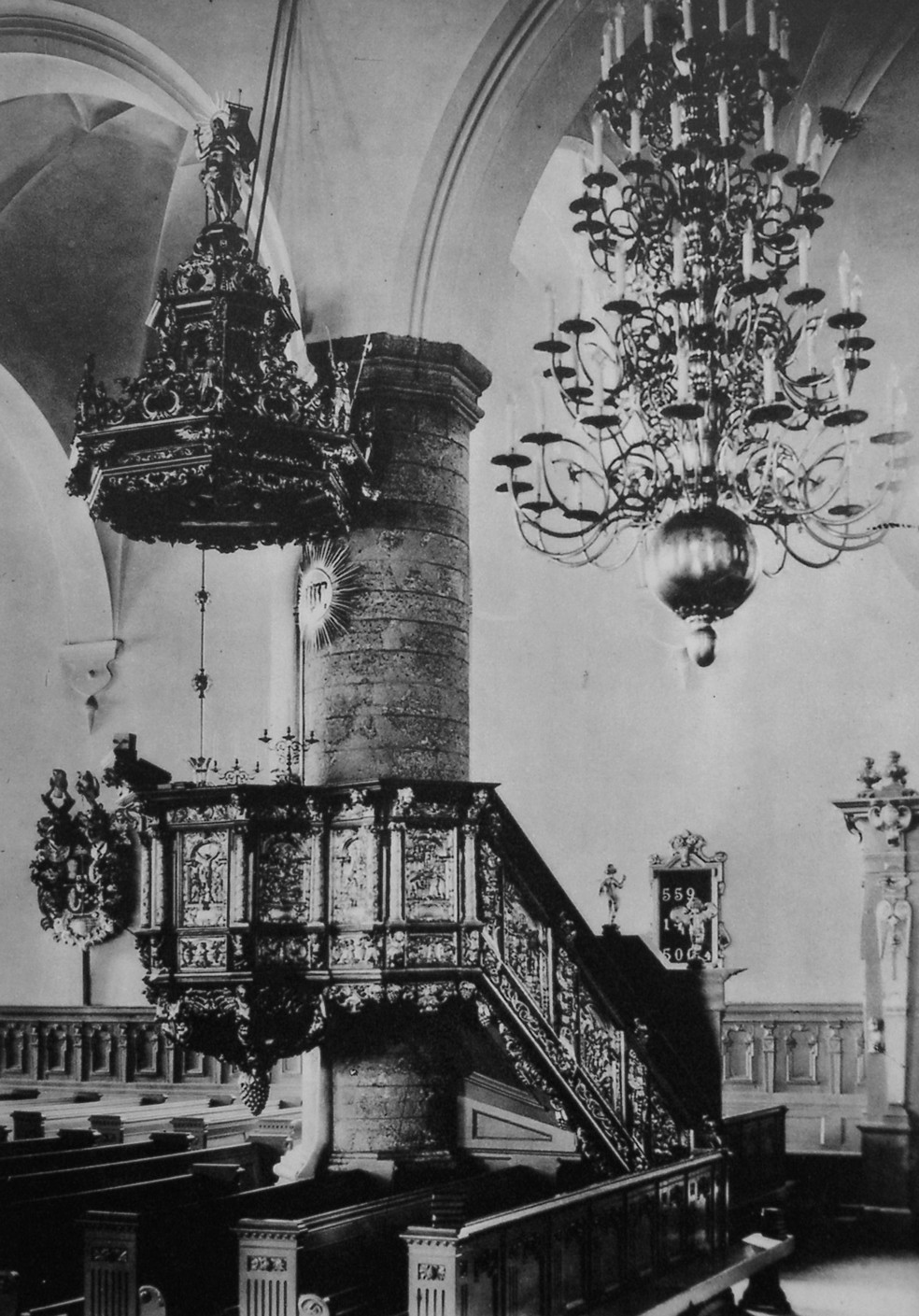
Predikstolen, Kristine kyrka, Falun

Ewerdt Friis, född 1619 i Bredstedt i Slesvig, Danmark, död 10 november 1672 i Gävle, var en svensk skulptör och träsnidare.

## Biografi
Ewerdt Friis har sannolikt erhållit sin utbildning hos Bildschnitzer Hans Gudewerdt (d.ä. 1570-1642, d.y. 1599/1600-1671) i Eckernförde, Schleswig. Hos Ewerdt Friis träskulpturer kan man skönja en viss påverkan från läromästaren (-na?). Omkring 1650 kom Ewerdt Friis till Sverige och tycks i huvudsak ha bott i Gävle, varest han också är begravd. 

## Konsthantverk
Ewerdt Friis utförde snidesarbeten i mellansvenska kyrkor. I huvudsak skapade han predikstolar men även några altaruppsatser härstammar från hans hand. Han arbetade i "en prunkande barockstil med kraftfullt artikulerad broskornamentik, vinlövssirade kolonner och reliefskurna fält med bibliska scener". Ewerdt Friis ornamentik är mästerlig, medan hans figurer är mera stela i formen men dock inte utan en viss monumentalitet. Han lät skulpturerna behålla sin naturliga träfärg, men senare har dessa målats och förgyllts, vilket varit till nackdel för det konstnärliga intrycket.

## Offentliga verk i Sverige i urval
- Kristine kyrka i Falun: predikstol 1655-56 samt altaruppsats 1655-69
- Heliga Trefaldighets kyrka, Gävle: predikstol 1657
- Hille kyrka, Gästrikland: predikstol 1657 (numera försvunnen)
- Heliga Trefaldighets kyrka, Gävle: altaruppsats omkring 1662
- Ovansjö kyrka, Gästrikland: predikstol 1662
- Askersunds landskyrka, Närke: altaruppsats omkring 1664
- Heliga Trefaldighets kyrka, Gävle: korskrank omkring 1665
- Hedesunda kyrka, Gästrikland: predikstol 1666
- Askersunds landskyrka: predikstol omkring 1667